# النیرب، ادلب
النیرب (به عربی: النیرب) یک روستا در سوریه است که در ناحیه مرکزی ادلب واقع شده‌است. النیرب ۲٬۶۷۵ نفر جمعیت دارد.